# لیندا باست
لیندا باسِت (انگلیسی: Linda Bassett؛ زادهٔ ۴ فوریهٔ ۱۹۵۰) هنرپیشه اهل بریتانیا است.

## بخشی از جوایز
- کاندیدای جایزه بفتای بهترین بازیگر نقش اول زن برای فیلم شرق شرق است در سال ۲۰۰۰ میلادی.

## بخشی از فیلمشناسی
از فیلم‌ها یا برنامه‌های تلویزیونی که وی در آن نقش داشته‌است می‌توان به آثار زیر اشاره کرد.
- جن‌زده (۱۹۹۵)
- ماری ریلی (۱۹۹۶)
- اسکار و لوسیندا (۱۹۹۷)
- شرق شرق است (۱۹۹۹)
- ساعت‌ها (۲۰۰۲)
- دختران تقویم (۲۰۰۳)
- چکمه‌های غیرعادی (۲۰۰۵)
- کتاب‌خوان (۲۰۰۸)
- جاسوسان ورشو  (۲۰۱۳)